# Keammar Daley
Keammar Daley (Kingston, 18 febbraio 1988) è un calciatore giamaicano, centrocampista del Tivoli Gardens.

## Carriera

### Club
Ha sempre giocato nella massima serie del suo paese con Meadhaven United e Tivoli Gardens tranne un'esperienza in Inghilterra nel 2011-2012 con il Preston North End in terza serie.

### Nazionale
Nel 2007 ha partecipato al campionato nordamericano Under-20.
Ha esordito con la nazionale giamaicana nel 2008. Ha partecipato alla CONCACAF Gold Cup 2011.